# Еміліо Бутрагеньйо
Еміліо Бутрагеньйо (ісп. Emilio Butragueño, нар. 22 липня 1963, Мадрид) — іспанський футболіст, нападник. По завершенні ігрової кар'єри — спортивний функціонер, працює на адміністративних посадах у клубній системі мадридського «Реала».
Як гравець насамперед відомий виступами за клуб «Реал Мадрид», а також національну збірну Іспанії.
Шестиразовий чемпіон Іспанії. Чотириразовий володар Суперкубка Іспанії з футболу. Дворазовий володар Кубка Іспанії з футболу. Дворазовий володар Кубка УЄФА.

## Клубна кар'єра
У дорослому футболі дебютував 1981 року виступами за команду клубу «Реал Мадрид C», в якій провів один сезон. Протягом 1981—1984 років також залучався до гри за команду «Реал Мадрид Кастілья».
До головної команди «Реал Мадрид», приєднався 1984 року. Відіграв за королівський клуб наступні одинадцять сезонів своєї ігрової кар'єри. Більшість часу, проведеного у складі мадридського «Реала», був основним гравцем атакувальної ланки команди. У складі мадридського «Реала» був одним з головних бомбардирів команди, маючи середню результативність на рівні 0,36 голу за гру першості. За цей час шість разів виборював титул чемпіона Іспанії, ставав володарем Суперкубка Іспанії з футболу (тричі), володарем Кубка УЄФА (двічі).
Завершив професійну ігрову кар'єру в мексиканському клубі «Атлетіко Селая», за команду якого виступав протягом 1995—1998 років.

## Виступи за збірну
У 1984 році дебютував в офіційних матчах у складі національної збірної Іспанії. Протягом кар'єри у національній команді, яка тривала 9 років, провів у формі головної команди країни 69 матчів, забивши 26 голів.
У складі збірної був учасником чемпіонату Європи 1984 року у Франції, де разом з командою здобув «срібло», чемпіонату світу 1986 року у Мексиці, чемпіонату Європи 1988 року у ФРН, чемпіонату світу 1990 року в Італії.

## Статистика виступів

### Статистика клубних виступів
| Сезон                         | Команда                       | Чемпіонат                     | Чемпіонат | Чемпіонат | Національний кубок | Національний кубок | Національний кубок | Єврокубки | Єврокубки | Єврокубки | Інші змагання | Інші змагання | Інші змагання | Усього | Усього |
| Сезон                         | Команда                       | Ліга                          | Ігор      | Голів     | Ліга               | Ігор               | Голів              | Ліга      | Ігор      | Голів     | Ліга          | Ігор          | Голів         | Ігор   | Голів  |
| ----------------------------- | ----------------------------- | ----------------------------- | --------- | --------- | ------------------ | ------------------ | ------------------ | --------- | --------- | --------- | ------------- | ------------- | ------------- | ------ | ------ |
| 1981–82                       | «Реал Мадрид C»               | ТД                            | -         | -         | -                  | -                  | -                  | -         | -         | -         | -             | -             | -             | -      | -      |
| 1981–82                       | «Реал Мадрид Кастілья»        | СД                            | -         | -         | КІ                 | -                  | -                  | -         | -         | -         | -             | -             | -             | -      | -      |
| 1982–83                       | «Реал Мадрид Кастілья»        | СД                            | -         | -         | КІ                 | -                  | -                  | -         | -         | -         | -             | -             | -             | -      | -      |
| 1983–84                       | «Реал Мадрид Кастілья»        | СД                            | -         | -         | КІ                 | -                  | -                  | -         | -         | -         | -             | -             | -             | -      | -      |
| Усього «Реал Мадрид Кастілья» | Усього «Реал Мадрид Кастілья» | Усього «Реал Мадрид Кастілья» | 65        | 36        |                    | -                  | -                  |           | -         | -         |               | -             | -             | 65     | 36     |
| 1983–84                       | «Реал» (Мадрид)               | ПД                            | 10        | 4         | КІ                 | -                  | -                  | -         | -         | -         | КЛ            | 2             | 2             | 12     | 6      |
| 1984–85                       | «Реал» (Мадрид)               | ПД                            | 29        | 10        | КІ                 | 2                  | 0                  | КУЄФА     | 11        | 4         | КЛ            | 2             | 0             | 44     | 14     |
| 1985–86                       | «Реал» (Мадрид)               | ПД                            | 31        | 10        | КІ                 | 6                  | 2                  | КУЄФА     | 12        | 2         | -             | -             | -             | 49     | 14     |
| 1986–87                       | «Реал» (Мадрид)               | ПД                            | 35        | 11        | КІ                 | 3                  | 3                  | КЧ        | 7         | 5         | -             | -             | -             | 45     | 19     |
| 1987–88                       | «Реал» (Мадрид)               | ПД                            | 32        | 12        | КІ                 | 3                  | 1                  | КЧ        | 8         | 2         | -             | -             | -             | 43     | 15     |
| 1988–89                       | «Реал» (Мадрид)               | ПД                            | 33        | 15        | КІ                 | 6                  | 2                  | КЧ        | 8         | 4         | СІ            | 2             | 1             | 49     | 22     |
| 1989–90                       | «Реал» (Мадрид)               | ПД                            | 32        | 10        | КІ                 | 6                  | 2                  | КЧ        | 2         | 2         | -             | -             | -             | 40     | 14     |
| 1990–91                       | «Реал» (Мадрид)               | ПД                            | 35        | 19        | КІ                 | 2                  | 0                  | КЧ        | 4         | 4         | СІ            | 2             | 2             | 43     | 25     |
| 1991–92                       | «Реал» (Мадрид)               | ПД                            | 35        | 14        | КІ                 | 6                  | 4                  | КУЄФА     | 9         | 1         | -             | -             | -             | 50     | 19     |
| 1992–93                       | «Реал» (Мадрид)               | ПД                            | 34        | 9         | КІ                 | 3                  | 1                  | КУЄФА     | 6         | 1         | -             | -             | -             | 43     | 11     |
| 1993–94                       | «Реал» (Мадрид)               | ПД                            | 27        | 8         | КІ                 | 2                  | 1                  | КВК       | 4         | 2         | СІ            | 0             | 0             | 33     | 11     |
| 1994–95                       | «Реал» (Мадрид)               | ПД                            | 8         | 1         | КІ                 | -                  | -                  | КУЄФА     | 4         | 0         | -             | -             | -             | 12     | 1      |
| Усього «Реал» (Мадрид)        | Усього «Реал» (Мадрид)        | Усього «Реал» (Мадрид)        | 341       | 123       |                    | 39                 | 16                 |           | 75        | 27        |               | 8             | 5             | 463    | 171    |
| 1995–96                       | «Атлетіко Селая»              | ПД                            | 34        | 17        | -                  | -                  | -                  | -         | -         | -         | -             | -             | -             | 34     | 17     |
| 1996–97                       | «Атлетіко Селая»              | ПД                            | 26        | 2         | -                  | -                  | -                  | -         | -         | -         | -             | -             | -             | 26     | 2      |
| 1997–98                       | «Атлетіко Селая»              | ПД                            | 31        | 10        | -                  | -                  | -                  | -         | -         | -         | -             | -             | -             | 31     | 10     |
| Усього «Атлетіко Селая»       | Усього «Атлетіко Селая»       | Усього «Атлетіко Селая»       | 91        | 29        |                    | -                  | -                  |           | -         | -         |               | -             | -             | 91     | 29     |
| Усього                        | Усього                        | Усього                        | 497       | 188       |                    | 39                 | 16                 |           | 75        | 27        |               | 8             | 5             | 619    | 236    |

## Титули і досягнення

### Командні
- Чемпіон Іспанії (6):

«Реал Мадрид»: 1985–86, 1986–87, 1987–88, 1988–89, 1989–90, 1994–95
- Володар Суперкубка Іспанії (4):

«Реал Мадрид»: 1988, 1989, 1990, 1993
- Володар Кубка Іспанії (2):

«Реал Мадрид»: 1988–89, 1992–93
- Володар Кубка іспанської ліги (1):

«Реал Мадрид»:  1985
- Володар Кубка УЄФА (2):

«Реал Мадрид»: 1984–85, 1985–86
- Віце-чемпіон Європи: 1984

### Особисті
- Трофей Пічічі: 1990–91 (19)